# Adaptation.
Adaptation. is een Amerikaanse tragikomedie uit 2002 onder regie van Spike Jonze. Het scenario werd geschreven door Charlie Kaufman, die zichzelf opvoert als personage in de film evenals zijn in realiteit niet-bestaande tweelingbroer Donald Kaufman (dubbelrol Nicolas Cage). Het verhaal werd deels gebaseerd op het boek The Orchid Thief van Susan Orlean, maar bestaat voor een ander deel uit gebeurtenissen rond de schrijfster zelf en mensen om haar en haar boek heen.
Adaptation. werd genomineerd voor de Academy Awards voor beste script, beste hoofdrolspeler (Nicolas Cage), beste bijrolspeler (Chris Cooper) en beste bijrolspeelster (Meryl Streep), waarvan Cooper zijn nominatie daadwerkelijk verzilverd zag. De film won daarnaast ruim veertig andere prijzen, waaronder twee Golden Globes (Cooper en Streep), een BAFTA Award, een Golden Satellite Award (beide voor beste script) en de Zilveren Beer van het Filmfestival van Berlijn

## Verhaal
De film vertelt het verhaal van scenarioschrijver Charlie Kaufman die probeert om Susan Orleans non-fictie boek The Orchid Thief te verfilmen. Het boek is het verhaal van John Laroche, een plantendealer die zeldzame orchideeën kloont en deze aan verzamelaars verkoopt. We zien de gebeurtenissen uit het boek terwijl we de pogingen van Kaufman zien om het boek naar film over te zetten.

## Rolverdeling
- Nicolas Cage - Charlie Kaufman / Donald Kaufman
- Meryl Streep - Susan Orlean
- Chris Cooper - John Laroche
- Tilda Swinton - Valerie Thomas
- Jay Tavare - Matthew Osceola
- Roger Willie - Randy
- Jim Beaver - Ranger Tony
- Cara Seymour - Amelia Kavan
- Doug Jones - Augustus Margary

## Achtergrond
Fictie en filmische werkelijkheid lopen in deze film sterk door elkaar. De film heeft dan ook verschillende literaire lagen. Op zijn tijd is de film bijzonder komisch. Charlie Kaufman, die eerst een film over bloemen wil schrijven (de orchideeën), schrijft uiteindelijk zo'n indringend scenario over zichzelf en zijn fascinatie voor onbereikbare vrouwen, dat hij ten slotte zelf ook helemaal in de film terechtkomt. Dat de film toch eindigt met een bloembak vol bloemetjes is een van de sterke visuele grappen. De dubbelrol van de tweelingbroers is ook bijzonder geloofwaardig uitgewerkt. Verder bevat de film een achtervolging, liefde met een weinig seks, zoals immers een echte Amerikaanse film betaamt.
Aan de oppervlakte gaat de film gewoon over het verhaal van de Orchideeëndief, die in de film steeds sympathieker wordt, totdat hij door een dramatische draai (dat hoort immers in een film) verandert in een moordenaar die alleen zijn eigen belangen belangrijk vindt. Ten slotte wordt hij door een krokodil opgegeten.
Onder deze vertellaag speelt het verlangen van elk mens naar passie. De een vindt die passie in het verzamelen van orchideeën of schildpadden, de ander lukt dit niet en raakt verslaafd aan verdovende middelen. Over de liefde wordt door Donald Kaufman een diepe wijsheid verkondigd: "Niet wie van jou houdt bepaalt wie je bent, maar degene van wie jij houdt."